# 李容圭
李 容圭（イ・ヨンギュ、ハングル：이용규、1985年8月26日 - ）は、大韓民国の全羅北道群山市出身のプロ野球選手（外野手）。左投げ左打ち。2008年北京オリンピック 野球 金メダリスト。

## 経歴

### LG時代
徳寿（トクス）情報高等学校（現：徳寿高等学校）から2003年の2次ドラフトで地元のLGツインズに指名されて入団した。しかし、入団当時の2004年は、LGには若手の中で似たようなタイプの打者が多かったため、出場機会に恵まれなかった。結局1年目は1割台の成績で終わった。

### 起亜時代
2004年オフにトレード要員となり洪炫佑ととともに起亜タイガースに移籍した。相手は蘇紹卿と李源植。
2005年は持ち味の俊足巧打を生かしてチャンスをつかみ、レギュラーに定着する。
2006年は開幕から打撃でも結果を残し、ゴールデングラブ賞を受賞するなど自己最高の成績を収めた。
2007年は内角の変化球や左投手と相性が悪い弱点を見抜かれるなどマークが厳しく、打率を.280に落とすなど苦しんだ。
2008年に北京オリンピック野球韓国代表として、準決勝の日本戦で最後のアウトになる飛球をつかんで、そのままひざまずくシーンを見せたライトの選手がこの李容圭である。当時日本代表の主将だった宮本慎也からは、後のインタビューで「（あのシーンを見て日本代表が）勝てるわけがないと思った」と言われ、当時オリンピックに掛けた韓国代表の強い意気込みを象徴するシーンとして描写された。日本のメディアからは、あの場面で（宿敵の日本を破ったという感激で）その姿で号泣したというふうに伝えられたが、本人は栗山英樹との対談で、「アウトを取って兵役の免除が決まり、当初の目標を達成したという喜びで頭が真っ白になってただ立ち上がれなかっただけで、泣いたことはない。思わずあんなポーズが出た。」というふうに当時の状況を述べている。翌日行われた決勝戦では、7回表にペドロ・ラソから右翼線上に落ちる適時三塁打を放ち、結局この打点が決勝点になった。
2009年はシーズン開幕前の3月に開催された第2回ワールド・ベースボール・クラシック(WBC)の韓国代表に選出された。同大会では初めは李鍾旭、李晋暎などに押され控え要員だったが、李鍾旭の打撃不振で、2次ラウンドから1番センターのスタメンを奪取。準決勝進出をかけた3回目の日本戦では、初回ダルビッシュ有から安打を放ち空かさず2盗に成功（このプレーを足がかりに韓国は3点を先制）。決勝戦でも、2盗を試みたが、中島裕之の膝にぶつかりヘルメットが欠け、盗塁も失敗。チーム敗退の要因の一つになった。因みに、メダル授賞式の時、他の選手たちと違い自身は銀メダルを首にかけなかった。
シーズンでは4月7日の開幕直後のSK戦で外野フェンスに激突し負傷。3ヶ月間戦線離脱したこともあって、この年の試合出場数は50試合に止まったが、チームは李容圭の復帰後快進撃を続け、12年ぶりの公式戦、韓国シリーズ優勝に貢献した。
2010年7月29日のロッテジャイアンツ戦で3回表に4年ぶりの本塁打となる3ラン、満塁ホームランと1イニング2本塁打を記録し、あとの回でタイムリーヒットも1本打ち、1試合8打点の韓国プロ野球新記録を達成した。8月29日のネクセン・ヒーローズ戦では、朴準洙相手に10球連続ファールなどで粘り、1打席で20球と新記録を更新した。
オフの11月に開催された広州アジア大会の韓国代表に選出された。同大会で韓国の2大会振りの優勝に貢献した。
2011年は自身最高となる.333の高打率を記録し、5年ぶり2度目のゴールデングラブ賞受賞(外野手部門)となった。
2012年は自己最多の44盗塁で、初の個人タイトルとなる盗塁王に輝いた。
2013年はシーズン開幕前の3月に開催された第3回WBCの韓国代表に選出された。
オフの11月に初めて取得したフリーエージェント(FA)権を行使した。起亜との優先交渉は「光州に残る気はない」「必要とされていると思えない」などと発言し決裂、他球団移籍を選んだ。

### ハンファ時代
2013年のオフにハンファ・イーグルスへ4年契約で移籍した。彼の補償選手には韓承澤が選ばれた。
2014年以降、ハンファの主力外野手として活躍を続ける。
2015年オフの10月7日に第1回WBSCプレミア12の韓国代表に選出された。
2017年はシーズン開幕前の3月に開催された第4回WBCの韓国代表に選出された。
2018年はシーズンオフに2度目のFAとなり、2019年よりハンファと2年契約（1年延長あり）を結んだ。しかし、後述の出来事のために無期限出場停止処分を受けて一軍、二軍ともに試合に出場できなくなったため、同年はプロ入り後初めて一軍出場がなかった。
2020年は120試合に出場した。

### キウム時代
2020年で契約が切れるハンファとは再契約しないことになり、2021年からキウム・ヒーローズと契約している。2022年4月19日のSSGランダース戦でKBOリーグ史上15人目の個人通算2000安打を達成した。2025年5月からコーチ兼任となった。

## トラブル
2019年シーズン開幕前、FAによる2年契約(1年延長あり)を締結し残留したがチームから提示された起用法は「9番・左翼手」であり、本人は「1番・中堅手」としての出場を希望。そのためレギュラーシーズン開幕直前の3月にトレードを志願し「トレードしてもらえないのなら自由契約にしてくれ」などと要求。これを「身勝手な理由での采配批判」と判断され、チームの規律を乱したとして無期限出場停止処分を受けた。この事件に対して韓容悳監督は「選手の欲に合わせてチームを構成することなど出来ない。監督はチームを見なければならない。監督として仕事をしただけだ」とコメントしている。この件が響いたか2年契約が終了した2020年限りでハンファを自由契約となり、2021年よりキウムへと移籍した。

## プレースタイル・人物
身体こそは恵まれた体格ではないが三振が少なく、俊足好打が持ち味である。俊足を生かした2塁打、3塁打は多いが、2007年から09年まで3年連続本塁打なしを続けた。
彼のバッティングフォームは極端に低く、クラウチング気味のフォームで右に左へと打ち分けるバッティングスタイル。
体格やプレースタイルなどは日本代表である青木宣親とかなり類似しており、本人も青木のことを「意識している」「彼を目標としている」などとコメントしていた。

## 詳細情報

### 年度別打撃成績
| 年 度     | 球 団     | 試 合 | 打 席 | 打 数 | 得 点 | 安 打 | 二 塁 打 | 三 塁 打 | 本 塁 打 | 塁 打 | 打 点 | 盗 塁 | 盗 塁 死 | 犠 打 | 犠 飛 | 四 球 | 敬 遠 | 死 球 | 三 振 | 併 殺 打 | 打 率 | 出 塁 率 | 長 打 率 | O P S |
| --------- | --------- | ----- | ----- | ----- | ----- | ----- | -------- | -------- | -------- | ----- | ----- | ----- | -------- | ----- | ----- | ----- | ----- | ----- | ----- | -------- | ----- | -------- | -------- | ----- |
| 2004      | LG        | 52    | 70    | 62    | 3     | 8     | 1        | 0        | 0        | 9     | 2     | 1     | 3        | 1     | 1     | 4     | 0     | 2     | 21    | 0        | .129  | .203     | .145     | .348  |
| 2005      | KIA       | 124   | 479   | 414   | 57    | 110   | 17       | 2        | 5        | 146   | 37    | 31    | 10       | 14    | 3     | 39    | 0     | 9     | 64    | 6        | .266  | .340     | .353     | .693  |
| 2006      | KIA       | 125   | 552   | 485   | 78    | 154   | 25       | 9        | 1        | 200   | 39    | 38    | 11       | 7     | 1     | 50    | 3     | 9     | 48    | 6        | .318  | .391     | .412     | .803  |
| 2007      | KIA       | 118   | 491   | 439   | 61    | 123   | 17       | 8        | 0        | 156   | 27    | 17    | 11       | 5     | 3     | 37    | 0     | 7     | 40    | 4        | .280  | .344     | .355     | .699  |
| 2008      | KIA       | 106   | 473   | 417   | 62    | 130   | 24       | 6        | 0        | 166   | 38    | 28    | 9        | 6     | 0     | 47    | 1     | 3     | 37    | 4        | .312  | .385     | .398     | .783  |
| 2009      | KIA       | 50    | 201   | 169   | 32    | 45    | 8        | 3        | 0        | 59    | 14    | 10    | 4        | 6     | 0     | 22    | 1     | 4     | 21    | 1        | .266  | .364     | .349     | .713  |
| 2010      | KIA       | 129   | 555   | 472   | 74    | 145   | 19       | 1        | 3        | 175   | 51    | 25    | 12       | 7     | 3     | 64    | 2     | 9     | 50    | 10       | .307  | .398     | .371     | .769  |
| 2011      | KIA       | 111   | 503   | 421   | 84    | 140   | 16       | 2        | 3        | 169   | 33    | 30    | 6        | 7     | 3     | 63    | 2     | 9     | 33    | 5        | .333  | .427     | .401     | .828  |
| 2012      | KIA       | 125   | 580   | 491   | 86    | 139   | 14       | 2        | 2        | 163   | 37    | 44    | 12       | 10    | 3     | 66    | 0     | 10    | 38    | 9        | .283  | .377     | .332     | .709  |
| 2013      | KIA       | 100   | 453   | 390   | 74    | 115   | 20       | 1        | 2        | 143   | 22    | 21    | 9        | 10    | 2     | 44    | 0     | 7     | 37    | 4        | .295  | .375     | .367     | .742  |
| 2014      | ハンファ  | 104   | 418   | 358   | 62    | 103   | 12       | 4        | 0        | 123   | 20    | 12    | 11       | 2     | 1     | 52    | 0     | 5     | 46    | 5        | .288  | .385     | .344     | .729  |
| 2015      | ハンファ  | 124   | 585   | 493   | 94    | 168   | 15       | 7        | 4        | 209   | 42    | 28    | 10       | 11    | 4     | 68    | 5     | 9     | 45    | 4        | .341  | .427     | .424     | .851  |
| 2016      | ハンファ  | 113   | 530   | 452   | 98    | 159   | 20       | 4        | 3        | 196   | 41    | 21    | 11       | 7     | 1     | 63    | 1     | 7     | 29    | 7        | .352  | .438     | .434     | .872  |
| 2017      | ハンファ  | 57    | 200   | 179   | 31    | 47    | 8        | 1        | 0        | 57    | 12    | 10    | 3        | 1     | 1     | 17    | 0     | 2     | 20    | 4        | .263  | .332     | .318     | .650  |
| 2018      | ハンファ  | 134   | 575   | 491   | 82    | 144   | 14       | 1        | 1        | 163   | 36    | 30    | 11       | 8     | 5     | 59    | 0     | 12    | 62    | 8        | .293  | .379     | .332     | .711  |
| 2020      | ハンファ  | 120   | 487   | 419   | 60    | 120   | 14       | 2        | 1        | 141   | 32    | 17    | 8        | 2     | 1     | 59    | 0     | 6     | 36    | 9        | .286  | .381     | .337     | .718  |
| 2021      | キウム    | 133   | 547   | 459   | 88    | 136   | 16       | 8        | 1        | 171   | 43    | 17    | 2        | 6     | 6     | 71    | 2     | 5     | 46    | 5        | .296  | .392     | .373     | .765  |
| 2022      | キウム    | 86    | 326   | 271   | 34    | 54    | 6        | 0        | 0        | 60    | 21    | 12    | 2        | 1     | 2     | 45    | 0     | 7     | 42    | 7        | .199  | .326     | .221     | .547  |
| 2023      | キウム    | 50    | 178   | 154   | 19    | 36    | 0        | 3        | 0        | 42    | 11    | 2     | 1        | 2     | 2     | 19    | 0     | 1     | 22    | 3        | .234  | .318     | .273     | .591  |
| 2024      | キウム    | 60    | 227   | 183   | 27    | 56    | 5        | 2        | 1        | 68    | 12    | 2     | 2        | 3     | 1     | 31    | 0     | 9     | 33    | 4        | .306  | .429     | .372     | .801  |
| KBO：20年 | KBO：20年 | 2021  | 8430  | 7219  | 1206  | 2132  | 271      | 66       | 27       | 2616  | 570   | 396   | 148      | 116   | 43    | 920   | 17    | 132   | 770   | 105      | .295  | .383     | .362     | .745  |

- 2024年度シーズン終了時
- 各年度の太字はリーグ最高

### タイトル
- 最多安打：1回（2006年）
- 最多盗塁：1回（2012年）

### 表彰
- ゴールデングラブ賞：3回（2006年、2011-2012年）

### 背番号
- 63（2004年）
- 15（2005年 - 2013年、2015年 - 2019年、2024年 - ）
- 1 （2014年）
- 19 （2020年 - 2022年）

### 代表歴
- 2008年オリンピックの野球韓国代表
- 2009 ワールド・ベースボール・クラシック韓国代表
- 2010年アジア大会野球韓国代表
- 2015 WBSCプレミア12 韓国代表
- 2013 ワールド・ベースボール・クラシック韓国代表
- 2017 ワールド・ベースボール・クラシック韓国代表